# Luka Koper
Luka Koper je edino slovensko mednarodno tovorno pristanišče, ki ga upravlja istoimenskakoprska delniška družba. 

## Lega
Luka Koper s svojo lego v Koprskem zalivu v Severnem Jadranu poleg Tržaškega pristanišča predstavlja najbližjo pomorsko povezavo Srednje in Vzhodne Evrope s Sredozemljem, v katerega pomorske poti vodijo tako preko Gibraltarske ožine kot Sueškega prekopa. Ključna primerjalna prednost koprskega pristanišča je večja bližina do trgov Srednje in Vzhodne Evrope, pa tudi možnost logističnih povezav in transporta na preseku  Baltsko-jadranskega in Mediteranskega Evropskega transportnega koridorja. 

## Zgodovina

### Koper skozi stoletno povezanost z morjem
Koper je imel v različnih zgodovinskih obdobjih pomembno pomorsko, gospodarsko in upravno vlogo. Oglejski patriarhi so ga že v 13. stoletju povzdignili med najpomembnejša istrska mesta, rimsko-nemški cesar Konrad II. pa je Kopru (tedaj Justinopolis) podelil mestne pravice. V času vladavine Beneške republike je Koper postal največje trgovsko središče na istrskem polotoku, v cesarski Avstriji pa je kratek čas celo nosil laskavi naziv »kraljevo pristanišče«. S propadom Benetk, z razglasitvijo Trsta in Reke za svobodni pristanišči (1719) ter s kasnejšim prenosom upravne in politične moči iz Kopra v Trst se je pomen Kopra zmanjšal. Njegova pomorsko-gospodarska vloga se je zmanjševala vse do kapitaluacije Italije in osvoboditve leta 1945. Negotovost v obdobju Svobodnega tržaškega ozemlja do leta 1954 je bila presežena s podpisom mirovne pogodbe z Italijo in sprejemom Londoskega sporazuma, ki je začrtal mejo med Jugoslavijo in Italijo.

### Gradnja mednarodnega pristanišča
Pristanišče je nastalo leta 1957, tri leta po tem, ko je Jugoslavija izgubila cono A in z njo Trst, razcvet pa je doživelo šele po letu 1967, ko je bilo z železnico povezano s Slovenijo in Evropo.
Skupina zanesenjakov je pri iskanju novih razvojnih vsebin  Slovenske Istre (tedaj Slovenskega primorja) pričela razmišljati o izgradnji mednarodnega pomorskega pristanišča. Leta 1956 so pripravili investicijski program za prvih 135 metrov obale. Nato je bilo 23. maja istega leta ustanovljeno prvo pretovorno in skladiščno podjetje Pristanišče Koper, ki se je pogodbeno povezalo z zadrugo pristaniških delavcev v Izoli in Kopru. Prvi pristaniški delavci so bili tako domačini, njihove izkušnje pa so pripomogle k organizaciji pristaniške in tudi špediterske dejavnosti. Avgusta leta 1957 je sesalni bager Peter Klepec pričel z izkopom morskega dna na severni obali mesta, decembra pa je Vodna skupnost začela betonirati prvi privez. Hkrati je potekala gradnja nasipa - zapora Stanjonskega zaliva. Z novim načinom gradnje, s poglabljanjem in nasipavanjem, so pridobili nove operativne površine za bodoče pristanišče. 
Luka Koper se je vključila v Združenje jugoslovanskih pristanišč in oktobra 1958 prejelo soglasje za svoj investicijski program. S tem je dobilo pravico razvoja med takrat že obstoječimi in uveljavljenimi pristanišči.

## Pristanišče danes
Danes je pristanišče neposredno povezano z evropskim železniškim in avtocestnim sistemom in ima status mejne vstopne točke Evropske unije. Zaledje pristanišča se razteza čez celotno srednjo in vzhodno Evropo, od Slovenije, Avstrije, do Madžarske, Italije, Hrvaške, Češke, Slovaške, Poljske in južne Nemčije (Bavarska, Baden-Württemberg in okolica Frankfurta). 
Celotno pristanišče ima status proste cone. Luka Koper je večnamensko pristanišče, v katerem se dejavnosti opravljajo 24 ur na dan. Pretovne operacije se opravlja na specializiranih terminalih: za kontejnerje, avtomobile in druga vozila, generalne tovore, hlajene tovore, les, minerale in rudnine, žita in krmila, glinico, premog in železovo rudo, živino. V okviru pristanišča od leta 2025 deluje tudi potniški terminal. 
Morje v pristanišču je globoko  od 10 do 18 metrov. Sprejme lahko ladje z nosilnostjo 180.000 ton.  

## Pretovor v številkah
Ladijski pretovor pristanišča je leta 2023 dosegel 22,3 milijonov ton blaga. V letu 2023 je pretovor kontejnerjev znašal 1.066.093 kontejnerskih enot (TEU), pretovor avtomobilov pa 916.728 vozil. Tega leta so v luki privezali 1.642 ladij. V pristanišče je vstopilo 422.811 tovornjakov in 20.609 vlakov (262.583 vagonov). Delež pretovora po železnici je znašal 52%, po cesti pa 48%.

## Premenovanje v Luko Koper
Kljub rasti uvoza se je tranzit uveljavljal z veliko težavo, kajti blagovni tokovi so bili usmerjeni v že uveljavljeni pristanišči Trst in Reko. Z razvojem sta se krepili tranzitna funkcija in odprtost do drugih uporabnikov prostora. To je pripeljalo do širšega poslovnega sodelovanja in dolgoročnega partnerskega povezovanja pristanišča in njegovih komitentov. Za sofinanciranje in ali lastno gradnjo zmogljivosti so se odločila podjetja, ki so trgovala predvsem s prehrambenimi proizvodi in lesom (Uprava silosa in skladišč SR Slovenije, Emona, Slovenijales, Centroprom in druga). 
Podjetje Pristanišče Koper se je preimenovalo v Luko Koper s sklepom delavskega sveta oktobra 1961. Podjetje je nastalo kot samoupravna delavska družba in je imelo jasno zastavljene cilje, ki so omogočili, da je bila Luka Koper ob koncu leta 1962 učinkovita zaokrožena celota. Razvoj se je nadaljeval s pripojitvijo hladilnice sadja v Dekanih in z nakupom celic za dezinfekcijo in dozorevanje. Promet je leta 1961 dosegel 270.000 ton in je potekal pretežno po cesti, manjši del pa kombinirano - z železnico do Kozine in od tam s tovornjaki do Kopra ter obratno. 
K hitrejšemu razvoju v letu 1963 je pripomogla ustanovitev prve prostocarinske cone, ki je odprla možnosti uveljavitve trgovinske vloge podjetja. Nova usmeritev je zahtevala organizacijske prilagoditve in z reorganizacijo je nastalo šest delovno-organizacijskih enot: Pretovor, Skladišča, Lesno skladišče, Vzdrževanje, Luški dom in Skupne službe.

## Z vlakom v novo razvojno obdobje
Pospešen razvoj in povečevanje prometa sta v še večji meri razkrila neustreznost prometnih povezav z zaledjem. Pojavljale so se številne težave pri usklajevanju železniških in cestnih prevozov med Koprom in Kozino, kar je povečevalo stroške stojnin ladij, vagonov in tovornjakov. Kljub temu se je promet v Luki Koper stalno povečeval in leta 1966 dosegel 788.616 ton. Politični vodstvi SRS Slovenije in tudi Jugoslavije nista bili naklonjena izgradnji železniške proge do Kopra, zato je Luka Koper raziskavo in projekte financirala s svojimi sredstvi. Po dolgotrajnih pogajanjih leta 1964 je Luka Koper prevzela vlogo investitorja v novo železniško progo. Kljub težavam pri gradnji in pomanjkanju finančnih sredstev so dela postopoma napredovala in 2. decembra 1967 je z veliko otvoritveno slovesnostjo pričela delovati 31-kilometrska proga med Koprom in Prešnico pri Kozini, kjer se je priključila na železniško progo Divača - Pulj.

## Rast pretovora do leta 1970:Deset let za prvi milijon ton, dve leti za dva
Leta 1968 je ladijski pretovor prvič presegel milijon ton, dve leti pozneje so se količine že močno približale dvema milijonoma. Poleg naftnih derivatov se je povečal tudi promet generalnih tovorov, sadja, lesa, žit in krmil, na kar je v veliki meri vplivalo oživljanje gospodarske dejavnosti Slovenije. V začetnem obdobju so več kot polovico pretovora predstavljali nacionalni tovori v uvozu in le 10 odstotkov v izvozu. Blago v tranzitu je bilo namenjeno predvsem vzhodnim državam.

## Rast pretovora od 1970 do 1980:Tehnologije prihodnosti - kontejnerji in RO-RO
V tem desetletju je pretovor naraščal počasneje in se povečal za manj kot 30 odstotkov. Razlogi so bili velika zadolženost podjetja, visoki stroški dela in fluktuacija delovne sile. Povprečna letna stopnja rasti je znašala okrog 2,6 odstotka. Začela se je specializacija in koncentracija po vrstah blaga. Povečevale so se količine pretovora lesa, vse pogostejši so bili tovori mineralov in rudnin. Poleg nafte so se uveljavljali tudi drugi tekoči tovori: kemikalije, vino in rastlinsko olje. Ključna novost so bili kontejnerji in Ro-Ro tovori, za kar je bil leta 1979 vzpostavljen tudi posebej specializiran terminal. Polovica blaga je bila nacionalna, predvsem v uvozu, ki ga je bilo za 35 odstotkov (brez nafte), izvoza pa za preostalih 15 odstotkov. Drugo polovico je predstavljal tranzit za Češkoslovaško, Madžarsko in Avstrijo.

## Rast pretovora od 1980 do 1990:Opazen skok naprej
V razvojno izjemno pomembnih osemdesetih letih se je promet več kot podvojil in polno zaživel z večino tovorov, ki jih sprejema pristanišče tudi danes. Suhi tovori v razsutem stanju so v tem desetletju porasli za 8-krat, pri čemer se je posebej uveljavil promet z železovo rudo, minerali in žiti. Pretovorili so prve večje količine avtomobilov, enega pomembnejših tovorov prihodnosti. Leta 1990 se je začel pretovor glinice, v drugi polovici desetletja pa se je predvsem zaradi kontejnerizacije zmanjšal pretovor lesa in sadja. Povečal se je delež blaga v tranzitu, kjer so prevladovali razsuti tovori za Avstrijo, za katero je Luka Koper opravila več kot 27 odstotkov vsega pretovora. Madžarska in tedanja Češkoslovaška imata še vedno vsaka po 10 odstotkov prometa.

## Rast pretovora od leta 1990 do 2000:V znamenju avtomobilov
Začetek obdobja so zaznamovale politične in gospodarske spremembe. Slovenija se je osamosvojila. Luka Koper je postopoma uspela promet iz jugoslovanskih republik nadomestiti na srednjeevropskih trgih. Posebej uspešna je bila druga polovica desetletja, ko so se gospodarske razmere v Sloveniji ustalile. Večji je bil promet z železovo rudo in s premogom, nafte je bilo skoraj 3-krat več kot v začetku obdobja. Zelo hitro je rasel tudi promet z avtomobili, ki se je povečal kar za 17-krat. Nadaljeval se je pretovor kontejnerjev, ki je predvsem zaradi nestabilnih političnih in gospodarskih razmer v večini zalednih držav v celotnem obdobju narasel le za 20 odstotkov. Oblikovala se je razporeditev blaga po trgih, ki velja še danes. Približno tretjina prometa pripada nacionalnemu trgu, ostalo pa zalednim državam. V ospredju je Avstrija z več kot dvema milijonoma ton prometa, pomemben delež pa dosega italijanski trg.  

## Rast pretovora od leta 2000 do 2010:Podvojen promet ključnih tovorov
V šestih letih novega tisočletja se je podvojil promet s kontejnerji, avtomobili, lesom, tekočimi tovori (brez nafte) in žiti. Za več kot polovico se je povečal pretovor generalnega blaga. Najbolj skokovito je narastel promet za madžarski trg in presegel milijon ton. Kljub temu so s 3,5 milijona ton ali četrtino vsega pretovora še vedno vodilni avstrijski naročniki. Dodatno se je okrepilo tudi sodelovanje z italijanskim trgom, ki tako predstavlja 15 odstotkov pristaniškega pretovora. Delež prometa za potrebe nacionalnega gospodarstva je dosegel okrog 30 odstotkov. Promet je v povprečju naraščal za 7 odstotkov letno. V letu 2006 se je pretovor že približal točki, ko bi neustreznost železniške infrastrukture lahko vplivala na uspešno rast prometa. V zadnjih letih je posebej pomembna rast pretovora kontejnerjev in vozil, kar je tudi ena izmed temeljnih strateških usmeritev razvoja družbe do leta 2015. 

## Vplivi pristanišča na okolje
Največji vplivi pristanišča na okolje obsegajo problematiko hrupa, emisije prašnih delcev, svetlobno onesnaževanje in gospodarsko izrabo omejenega obalnega pasu slovenskega morja. 
Zaradi vpetosti Luke Koper v samo mestno jedro Kopra hrup pri pretovarjanju ladij občasno doseže tudi bližnja stanovanjska naselja. Z namenom obvladovanja in postopnega zmanjševanja tega problema je Luka Koper v letu 2007 pričela z neprekinjenimi meritvami hrupa na treh mejnih točkah pristanišča: streha koprske Srednje tehniške šole, meja luškega območja v smeri Bertokov in severna meja proti Ankaranu.
Okoljsko najbolj sporen projekt Luke Koper je pretovarjanje premoga na Evropskem energetskem terminalu. Za zmanjšanje okoljskih vplivov, ki jih potencialno širjenje premoga v okolico lahko prinese, je Luka Koper leta 2004 celotno deponijo premoga ogradila z 11 metrsko ograjo, ki preprečuje direktne vplive zračnih tokov na raznašanje premoga v okolico. V želji, da bi bili negativni učinki na okolje čim manjši, so sistemu pregrade dodali še elektronsko voden zaprti sistem škropljenja premoga z vodo. Učinkovitost tovrstnega sistema potrjuje PINT (Primorski inštitut za narovoslovne vede), ki od leta 2001 redno opravlja neprekinjene meritve imisij inhalabilnih delcev PM10. Rezultati meritev so redno dostopni na spletni strani trajnostnega portala Luke Koper - Živeti s pristaniščem.   

## Zgodovinske prelomnice
- 1957 - ustanovljeno je pretovorno in skladiščno podjetje Pristanišče Koper. Avgusta se je pričela gradnja prvega priveza, ob katerem je 7. decembra 1958 pristala čezoceanka Gorica.
- 1968 - železniška povezava Luke Koper s svojim zaledjem.
- 1979 - Zgrajen je nov kontejnerski terminal. V tem času se pričnejo uveljavljati terminali, ki so nastajali v sedemdesetih: za nafto, kemikalije, sipke tovore in les.
- 1990 - Zmogljivosti pristanišča so se povečale z naložbami na terminalu za razsute tovore, s silosom za žitarice in terminalom za glinico.
- 2000 - Luka Koper je bila prvo evropsko pristanišče s celovito urejenim poslovanjem po standardu kakovosti ISO 9001. Med ostalimi pridobitvami izstopajo še okoljski certifikat ISO 14001, nova garažna hiša na avtomobilskem terminalu in vrsta naložb, ki so omogočile 8-odstotno povprečno rast pretovora v tem desetletju.
- 2022 - Luka Koper prvič preseže mejnik 1.000.000 TEU (kontejnerskih enot) pretovorjenih v enem letu.
- 2023 - Luka Koper prvič preseže mejnik 800.000 pretovorjenih enot na Terminalu za avtomobile, do konca leta pa ta rekord še preseže in zaključi s pretovorom v skupni številki preko 916.000 vozil.
- 2023 - na potniškem terminalu Luke Koper sprejmejo milijontega potnika, leto kasneje (2024) pa še 1.000 ladjo od pričetka obratovanja tega terminala.
- 2024 - Luka Koper odpre nov sodoben kamionski terminal na Serminu, lokacijo starega (ob mestnem jedru) pa prepusti Mestni občini Koper.

## Seznam direktorjev
Dosedanji direktorji in predsedniki uprav po kronološkem vrstnem redu: 
- Mirko Koršič, od 1. 9. 1957 do 4. 8. 1959
- Danilo Petrinja, od 5. 8. 1959 do 13. 4. 1970
- Egon Prinčič, od 14. 4. 1970 do 27. 2. 1975
- Branko Magajna, od 28. 2. 1975 do 26. 4. 1977
- Vojko Čok (v.d. direktorja), od 27. 4. 1977 do 9. 10. 1977
- Bruno Korelič, od 10. 10. 1977 do 30. 4. 1982
- Rudi Dujc, od 1. 5. 1982 do 30. 6. 1986
- Bruno Korelič, od 1. 7. 1986 do 30. 6. 1990
- Rudi Dujc, od 1. 7. 1990 do 11. 7. 1993
- Bruno Korelič, od 12.7.1993 do 25. 7. 2005
- Marjan Babič (v. d. direktorja), od 26. 7. 2005 do 23. 10. 2005
- Robert Časar, od 24. 10. 2005 do 15. 6. 2009
- Gregor Veselko, od 16. 6. 2009 do 6. 9. 2013
- Bojan Brank, od 7. 9. 2012 - 6. 9. 2013
- Gašpar Gašpar Mišič, od 7. 9. 2013 do 11. 4. 2014
- Andraž Novak, od 12. 4. 2014 do 9. 6. 2014
- Dragomir Matić, od 10. 6. 2014 do 29. 12. 2017
- Dimitrij Zadel od 19. 12. 2019 do 22. 10. 2021
- Boštjan Napast od 3. 12. 2021 do 30. 6. 2023
- Nevenka Kržan od 1. 7. 2023